# Natália Correia
Pour les articles homonymes, voir Correia.
Natália de Oliveira Correia (Fajã de Baixo, île de São Miguel, Açores, 13 septembre 1923 - Lisbonne, 16 mars 1993) est une poétesse, romancière, intellectuelle et essayiste portugaise.

## Biographie
Elle effectua ses études secondaires à Lisbonne. Elle collabora à diverses publications journalistiques et fut membre du Parti social-démocrate. Elle fut l’une des activistes les plus importantes dans la lutte contre le fascisme de son pays et une grande défenseur de la culture, des droits humains et des droits de la femme. Elle est considérée comme l’une des figures les plus importantes de la littérature portugaise du XXe siècle.
Elle fut profondément influencée par la nature de l'île de São Miguel, tant par rapport à ses affinités littéraires - Antero de Quental, Vitorino Nemésio -, que pour le choix des sujets, images et symboles. Elle fut aussi influencée par le surréalisme, la lyrique galaïco-portugaise et le mysticisme. Son œuvre comprend un vaste spectre qui va du lyrisme romantique à la satire. Elle cultiva des genres très différents: la poésie, la fiction, l'essai, le théâtre, l'anthologie, etc.

## Distinctions
- Grand officier de l'ordre de Sant'Iago de l'Épée

## Œuvres

### Poésie
- Rio de Nuvens (1947)
- Poemas (1955)
- Dimensão Encontrada (1957)
- Passaporte (1958)
- Comunicação (1959)
- Cântico do País Imerso (1961)
- O Vinho e a Lira (1966)
- Mátria (1968)
- As Maçãs de Orestes (1970)
- Mosca Iluminada (1972)
- O Anjo do Ocidente à Entrada do Ferro (1973)
- Poemas a Rebate (1975)
- Epístola aos Iamitas (1976)
- O Dilúvio e a Pomba (1979)
- Sonetos Românticos (1990)
- O Armistício (1985)
- O Sol nas Noites e o Luar nos Dias (1993)
- Memória da Sombra (1994)

### Fiction
- Anoiteceu no Bairro (1946)
- A Madona (1968)
- A Ilha de Circe (1983).

### Théâtre
- O Progresso de Édipo (1957)
- O Homúnculo (1965)
- O Encoberto (1969)
- Erros meus, má fortuna, amor ardente (1981)
- A Pécora (1983).

### Essai
- Poesía de arte e realismo poético (1958)
- Uma estátua para Herodes (1974)
- Obras varias:Poesía de arte e realismo poético (1958)
- Uma estátua para Herodes (1974)
- Obras várias: Descobri que era Europeia (1951)
- Não Percas a Rosa (1978)
- A questão académica de 1907 (1962)
- Antologia da Poesía Erótica e Satírica (1966)
- Cantares Galego-Portugueses (1970)
- Trovas de D. Dinis (1970)
- A Mulher (1973)
- O Surrealismo na Poesía Portuguesa (1973)
- Antologia da Poesía Portuguesa no Período Barroco (1982)
- A Ilha de São Nunca (1982)